# Mizsei György
Mizsei György (Kiskunfélegyháza, 1971. november 30. –) olimpiai és kétszeres Európa-bajnoki bronzérmes magyar ökölvívó.

## Pályafutása
Mizsei György hatszoros magyar bajnok, az 1992-es barcelonai olimpián nagyváltósúlyban bronzérmet szerzett. 1991-ben és 1996-ban Európa-bajnoki bronzérmes lett. Az 1996-os atlantai olimpián szintén nagyváltósúlyban kilencedik lett.